# آتشفشان افدرا
آتشفشان افدرا (به لاتین: Afdera) یک کوه در اتیوپی است که در منطقه اداری ۲ (عفر) واقع شده‌است. آتشفشان افدرا ۱٬۲۹۵ متر بالاتر از سطح دریا واقع شده‌است.